# Эгильбальд
Эгильба́льд (Эгильбо́льд) (нидерл. Egilbald, Egilbold; умер 25 сентября 900) — епископ Утрехта (899—900).

## Биография
О Эгильбальде известно очень мало. Средневековые хроники сообщают, что он родился во Фризии и с детства был предназначен для церковной жизни. Уважаемый духовенством и жителями Утрехта за свою исключительную скромность, благочестие, праведность и милосердие, он был избран ими в 899 году, после смерти епископа Адальбольда I, главой Утрехтской епархии. Единственный современный Эгильбальду документ, в котором он упоминается — подтверждённая королём Лотарингии Цвентибольдом хартия об освобождении епископом двух сервов, принадлежавших кафедральному собору Утрехта.
Средневековые некрологи Утрехтской епархии датируют смерть епископа Эгильбальда 25 сентября 900 года. Его преемником на утрехтской кафедре стал святой Радбод.